# PorYes

Logo des Feminist Porn Award in Form der stilisierten Auster mit Perle

PorYes ist eine Initiative, die 2009 von Laura Méritt und dem Freudenfluss Netzwerk begründet wurde. Ihr Ursprung liegt in der Absicht, eine Alternative zur internationalen Sexmesse Venus in Berlin zu schaffen, die traditionell zur gleichen Jahreszeit stattfindet. Mit den PorYes-Awards soll eine nichtdiskriminierende Form der Pornografie gefördert werden, die frei von rassistischen, sexistischen, altersdiskriminierenden und ableistischen Elementen ist. Die Initiative zielt darauf ab, die erotische Unterhaltungsbranche zu transformieren und gleichzeitig eine Plattform für sexuelle Bildung und kulturelle Vielfalt zu bieten.

## Entstehung und Anspruch
2006 wurde in Kanada erstmals der Feminist Porn Award verliehen. Die Bewerbung knüpfte Initiatorin Chanelle Gallant an die Kriterien

“(1) A woman had a hand in the production, writing, direction, etc. of the work; (2) It depicts genuine female pleasure; and/or (3) It expands the boundaries of sexual representation on film and challenges stereotypes that are often found in mainstream porn. And of course, it has to be hot...”

„(1) Eine Frau muss an der Produktion, dem Skript, der Regie etc. des Werks beteiligt sein, (2) es stellt echte weibliche Lust dar und/oder (3) Es erweitert die Grenzen sexueller Darstellung im Film und hinterfragt gängige Stereotypen, die in der Mainstream-Pornografie häufig angetroffen werden. Und natürlich muss es scharf sein...“

Im gleichen Jahr fand erstmals das PornFilmFestival Berlin statt, welches Sexualität und Pornografie aus ethischen, feministischen und queeren Perspektiven behandelt. 2009 wurde das Konzept des Feminist Porn Award in Deutschland von Laura Méritt adaptiert, die mit PorYes den Feminist Porn Award Europe ins Leben rief. Zu trennen sei dabei der Filmpreis und die Bewegung, als die sich PorYes begreift: „Seit Beginn der Frauenbewegung in den 70ern existiert ein Flügel, der sich für eine positive Darstellung von Sexualität und eine feministische Pornografie einsetzt. Diese Fraktion nennt sich sexpositiver Feminismus oder kurz PorYes.“
Der Name PorYes spielt auf die PorNO-Kampagne an, die ein Verbot von Pornografie forderte. Dabei teilt PorYes die Kritik an den Darstellungen der Mainstreampornografie und schließt sich in manchen Punkten explizit der PorNo-Kampagne an: „Wir unterstützen die PorNo-Kampagnen von Alice Schwarzer, richten uns gemeinsam gegen Diskriminierungen, sexistische und rassistische Darstellungen und die Pornografisierung im Alltag.“ Pornografie solle jedoch nicht geächtet oder verboten, sondern feministischer, einvernehmlich und vielfältig werden.
Die Verleihung des PorYes-Awards wird medial unter anderem von der taz, dem Missy Magazine, der Filmlöwin und AvivA unterstützt. Zu den Partnerprojekten zählen unter anderem Pro Familia und das Pornfilmfestival Berlin. Auch die Aktion Mensch und die Urania sowie das Theater HAU unterstützen das Projekt.

## Preisverleihungen
|      | Prämierte                                         | Begründung |
| ---- | ------------------------------------------------- | --- |
| 2009 | Candida Royalle (USA)                             | Lebenswerk als Pionierin der Frauenpornografie                                                                                     |
| 2009 | Annie Sprinkle (USA)                              | Lebenswerk als Pornostar, Sexarbeiterin, Autorin, Performancekünstlerin                                                            |
| 2009 | Maria Beatty (FR/USA)                             | „Film Noir Erotique“, lesbische BDSM-Filme                                                                                         |
| 2009 | Shine Louise Houston (USA)                        | Pionierin vielfältiger lesbischer Pornografie unter Einbeziehung verschiedener Kulturen                                            |
| 2009 | Petra Joy (D/GB)                                  | Erste Feministin in der europäischen Film-Sexindustrie und Distribution                                                            |
| 2009 | S.A.F.E. (D)                                      | Thematisierung von lesbischem Safe Sex und Sexualität mit behinderten Personen                                                     |
| 2011 | Catherine Breillat (FR)                           | Arbeit als Schriftstellerin, Filmemacherin und Schauspielerin; internationale Vorreiterin in der Darstellung weiblicher Sexualität |
| 2011 | Rusty Cave (GB)                                   | Filmemacherin, europäische Pionierin der lesbischen Erotik                                                                         |
| 2011 | Mia Engberg (SE)                                  | Produzentin, Kurzfilm-Sammlung Dirty Diaries, 12 shorts of feminist porn                                                           |
| 2011 | Emilie Jouvet (FR)                                | Filmemacherin, Filme Pour une nuit alias One Night Stand und Too much Pussy                                                        |
| 2011 | Amanda Palmer & The Young Punx w/ Peaches (USA/D) | Sex-positive Unterstützung im Musikclip Map of Tasmania                                                                            |
| 2013 | Monika Treut (D)                                  | Lebenswerk, sex-positive Pionierin und Filmemacherin                                                                               |
| 2013 | Joseph Kramer (USA)                               | Gesamtwerk, Pionier der sexpositiven Bewegung                                                                                      |
| 2013 | Cleo Uebelmann (D/CH)                             | Kunstfilme: der feministische SM-Bondage-Art-Film Mano Destra und Museum of Modern Art                                             |
| 2013 | Shu Lea Cheang I.K.U (TW/USA)                     | Pionierin des Science Fiction oder Cyber Punk Pornos, IKU als erster pornographischer Film auf dem Sundance Festival               |
| 2013 | Lola Clavo (E/GB)                                 | Perspektivenverschiebung in der Darstellung von Sex in den Clips Switch und la Lucha                                               |
| 2015 | Buck Angel (USA)                                  | Absoluter Pionier als erster Trans-Porndarsteller                                                                                  |
| 2015 | Jennifer Lyon Bell (NL)                           | Intelligente Pornos mit realistischer und lustvoller Darstellung von Sexualität                                                    |
| 2015 | Goodyn Green (DK/D)                               | Queere Erotik mit den Themen Androgynität und Female Masculinity                                                                   |
| 2015 | Jiz Lee (USA)                                     | Genderqueere Performance in „Champion“ von Shine Louise Houston und weiteren Filmen                                                |
| 2015 | Gala Vanting (AU)                                 | Arbeit als Filmemacherin, Sex-Arbeiterin, BDSMerin und Sexlehrerin                                                                 |
| 2017 | Maria Llopis (E)                                  | Queere Künstlerin und Aktivistin, Gründerin von girlswholikeporno.com                                                              |
| 2017 | Sky Deep (USA/D)                                  | Musikerin, Produzentin und Aktivistin, für den Film Enactone                                                                       |
| 2017 | Dorrie Lane (USA)                                 | Sex-Aufklärerin, Label House O´Chicks                                                                                              |
| 2017 | Ms Naughty (AUS)                                  | Erotik-Website für Frauen Forthegirls, über 60 Kurzfilme und ein Feature                                                           |
| 2017 | Chanelle Gallant (CA)                             | Aktivismus für Sexarbeitende |
| 2017 | Bishop Black (GB/D)                               | Genderqueere Performance auf der Bühne und im Film                                                                                 |
| 2019 | Loree Erickson (USA)                              | Queercrip-Aktivistin und Forscherin zum Thema Sexualität und Behinderung                                                           |
| 2019 | Sadie Lune (USA/D)                                | Arbeit als Multimedia-Künstlerin, Sexarbeiterin und Darstellerin in Pornofilmen                                                    |
| 2019 | Adina Pintilie (RO)                               | Film Touch me not zu Sexualitäten jenseits gängiger Normen und Schönheitsvorstellungen                                             |
| 2019 | Wayne Yung (CA/D)                                 | Autor, Performer und Videokünstler zu Identität und Ethnizität aus queerer und chinesisch-kanadischer Perspektive                  |
| 2019 | Nan Kinney (USA)                                  | Produzentin und Regisseurin von Fatale Media, Mitgründerin der ersten lesbischen Sexzeitschrift On our backs                       |
| 2019 | Anna Brownfield (USA)                             | Spielfilm The Band |
| 2021 | Marit Östberg (S)                                 | Arbeit als Filmemacherin, Produzentin, bildende Künstlerin und Journalistin                                                        |
| 2021 | Del Lagrace Volcano (GB/S)                        | Chronist* der queeren Sexszene seit den 1980er Jahren. Künstler*in, Aktivist*in und Interventionist*                               |
| 2021 | Morgana Muses (AUS)                               | Kreativfilmemacherin, Darstellung von Sex bei Älteren                                                                              |
| 2021 | Nenna Joiner (USA)                                | Filmemacherin und Performerin, Pornos mit ausschließlich schwarzen Lesben                                                          |
| 2021 | Lina Bembe (Mex/D)                                | Performerin, Einsatz für sexuelle Aufklärung und die Demystifizierung von Porn-Sexarbeitenden                                      |
| 2023 | Éri Sarmet (BRA)                                  | Arbeit als Queere Autor*in, Regisseur*in und Filmwissenschaftler*in                                                                |
| 2023 | Popo Fan (CHN/D)                                  | Filmemacher und Kurator, Dokumentarfilme über queeren Aktivismus, sex-positive Kurzfilme                                           |
| 2023 | Jamal Phoenix (FR)                                | Sexarbeiter, Performer, Sichtbarmachung schwarzer, transmaskuliner schwuler Identität                                              |
| 2023 | Deborah Sundahl (USA)                             | Mitbegründerin der ersten lesbischen Pornproduktion „Fatale Media“ und der lesbischen Sexzeitschrift On our backs                  |
| 2023 | Aba Naja (D)                                      | Sexpositive Performancekunst |